# Ненад Кляїч
Ненад Кляїч  (хорв. Nenad Kljaić, 21 грудня 1966) — хорватський гандболіст, олімпійський чемпіон.

## Виступи на Олімпіадах
| Олімпіада    | Дисципліна | Місце |
| ------------ | ---------- | ----- |
| Атланта 1996 | гандбол    | 1     |